# Shennong bencao jing
Pour les articles homonymes, voir Shen.
Classique de la matière médicale du Laboureur Céleste

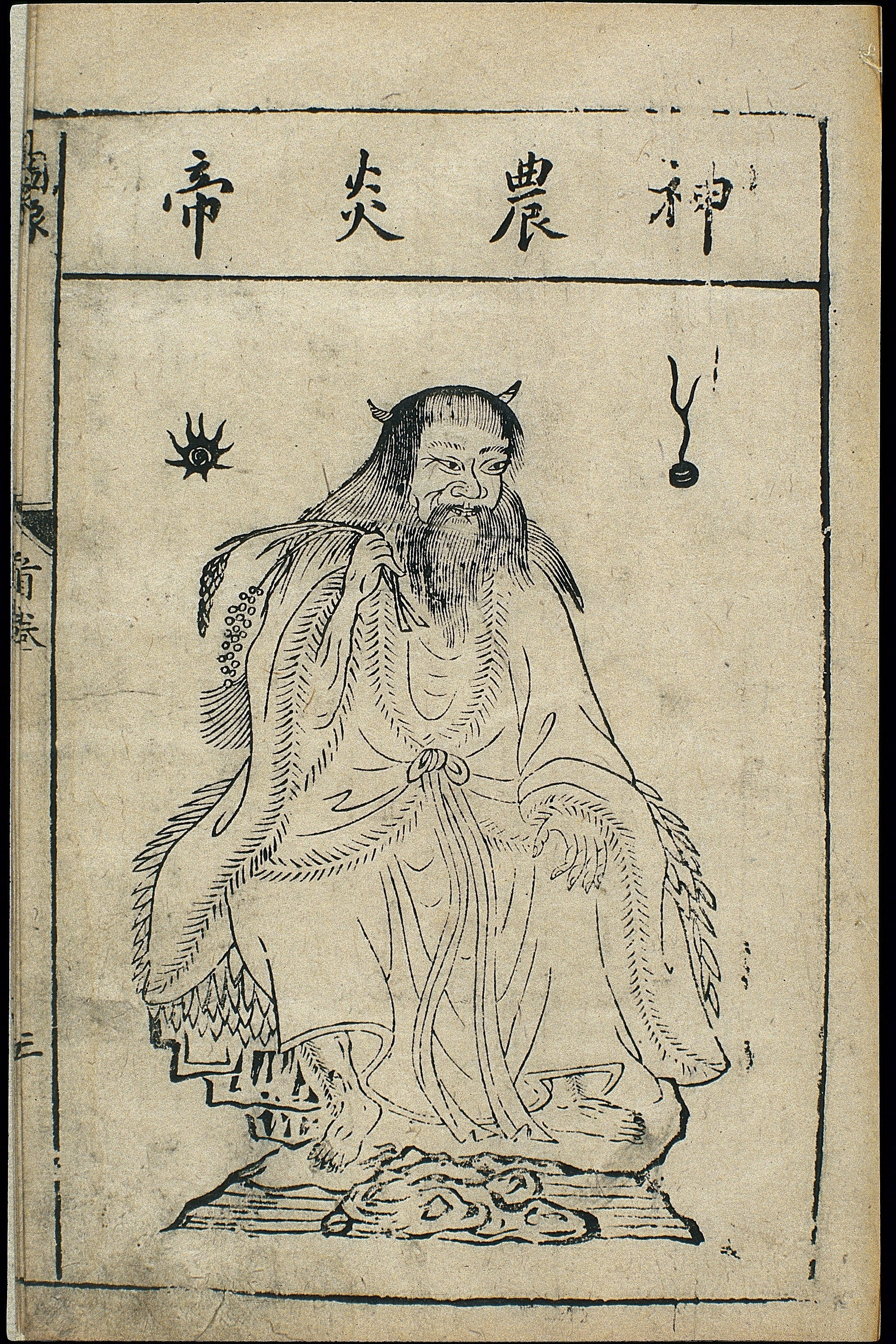
Représentation de Shennong

Le Shennong bencao jing (chinois traditionnel : 神農本草經 ; chinois simplifié : 神农本草经 ; pinyin : Shénnóng běncǎo jīng ; Wade : Shen nung pen ts´ao king ; litt. « le Classique de la matière médicale du Laboureur Céleste »), est le plus ancien ouvrage chinois traitant des drogues végétales, animales et minérales. Sa paternité a été attribuée à un empereur mythique Shennong, dont les Chinois aiment à dire qu'il vivait aux environs de 2800 av. J.-C. En réalité, cette œuvre pourrait être plus jeune de plusieurs millénaires : la plupart des chercheurs supposent que c'est une compilation écrite aux alentours des débuts de notre ère durant la dynastie Han (et même des Han postérieurs), soit environ trois siècles après les grands textes sur les plantes du botaniste grec Théophraste (372-288 av. J.-C.) et à peu près à la même époque que la grande Materia medica du Grec Dioscoride. L'original n'existe plus et devait être constitué de trois volumes qui donnaient dans un texte concis, presque aphoristique, les propriétés médicinales d'herbes, de minéraux et de parties d'animaux.
Au VIe siècle, le médecin taoïste Tao Hongjing (456-536) donna une version rallongée du texte, avec 365 nouvelles drogues rajoutées aux 365 anciennes. Mais l'ouvrage le Bencao jing jizhu 本草經 集注 en 7 chapitres a disparu depuis longtemps, seule demeure la préface.
L'ouvrage est aussi connu sous le nom de Shennong bencao《神农本草》ou par abréviation Bencao jing《本草经》ou Benjing《本经》.
Le Shennong bencao est l'ouvrage fondateur de la longue et riche histoire des matières médicales (bencao) chinoises. Régulièrement vont être produit des ouvrages de matière médicale, en compilant méthodiquement les ouvrages antérieurs mais aussi en corrigeant les anciennes données et en apportant des innovations intéressantes. À partir des Tang, le patronage des empereurs, stimuleront ces recherches.

## Histoire du texte

### Version originale disparue
L'original du texte est perdu et l'histoire de sa reconstitution est un peu alambiquée.
Les premières consignations par écrit des savoirs oraux anciens semblent avoir été faites aux alentours des débuts de notre ère. Elles furent ensuite corrigées, commentées et complétées au Ve-VIe siècle (par Tao Hongjing), avant d'être égarées et reconstituées entre le Xe siècle et le XVIIe siècle à partir de divers fragments. Finalement, l'œuvre séminale de la pharmacopée chinoise telle qu'on la connait actuellement est un construit assez tardif.
Le Shennong bencao jing n'est pas mentionné dans les Annales des Han (Hanshu, 汉书).

### Première mention dans les écrits de Tao Hongjing

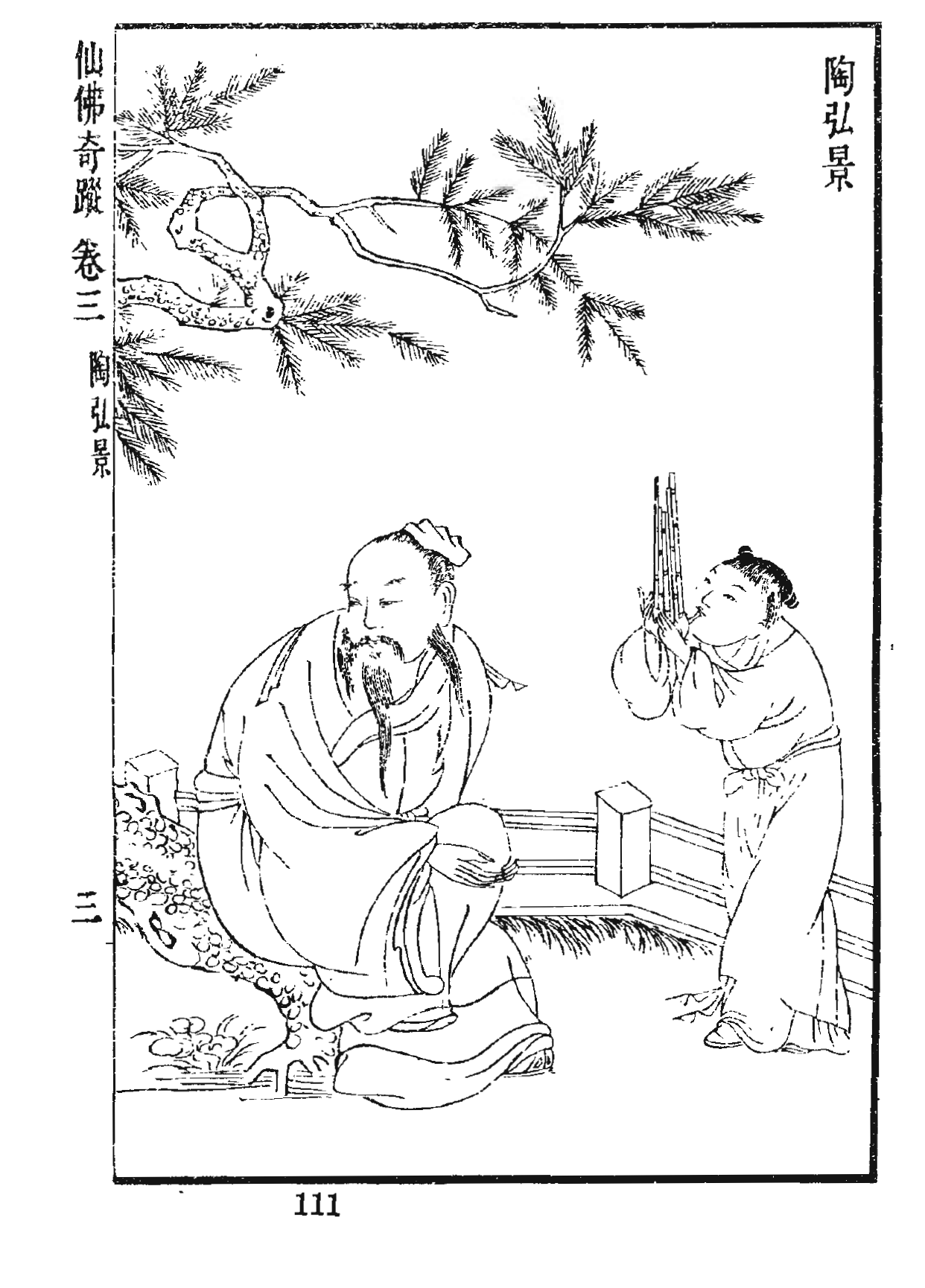
Tao Hongjing

La première mention du livre se trouve dans les écrits du médecin taoïste Tao Hongjing 陶弘景（456－536）(dynastie Liang 梁 502-557). Pour lui, les toponymes cités dans les quatre volumes du Shennong bencao jing « sont caractéristiques des noms donnés par la dynastie Han aux divisions administratives ». De cette observation, il conclut, que l'ouvrage devrait être l'œuvre de médecins des Han postérieurs (25-220). Les connaissances pharmacologiques transmises jusque-là oralement depuis les temps anciens furent pour la première fois rassemblées et consignées par écrit. Cette hypothèse est renforcée par le fait que le texte, truffé de recettes pour garder une bonne santé et trouver l'immortalité, est en accord avec les préoccupations des alchimistes taoïstes de l'époque.
Tao Hongjing mentionne plusieurs ouvrages sur les drogues et différentes éditions du Shennong bencao jing sur lesquels il a travaillé. Il cite plusieurs auteurs qui avant lui auraient contribué à la révision des anciennes versions de l'ouvrage. Pour Paul Unschuld « On ne peut pas actuellement prouver s'il y avait en fait une œuvre originale et spécifique intitulée le Shennong bencao jing ou s'il y avait sous les Han plusieurs collections pharmaceutiques qui portaient ce titre ou un titre semblable » (Unschuld, A History of Pharmaceutics, p.17).
Tao Hongjing  donna lui-même une version commentée en sept volumes du Benjing, nommée Bencao jing jizhu 本草经集注, Commentaires du Traité de matières médicales. Cette nouvelle division était fondée sur des croyances liées au nombre 7 dans la cosmologie taoïste. Il rajouta 365 nouvelles matières médicales aux 365 anciennes. Ces 730 drogues étaient classées en 1) minéraux 2) herbes 3) arbres 4) bestioles et animaux 5) légumes et fruits 6) grains et 7)drogues connues de nom mais qui ne sont plus en usage youming weiyong 有名未用. 
Ces ouvrages sont maintenant perdus.
La réalité de ces informations est cependant confirmée par les Annales des Sui, Suishu 《隋书•经籍志》 publiées quelques décennies plus tard , qui au chapitre bibliographique Jingjizhi, mentionnent La matière médicale de Shennong, Shennong bencao 神农本草，四卷 en quatre rouleaux, sans indication d'époque et d'auteur et Tao Hongjing Shennong bencao jing, en sept rouleaux. Dans la bibliographie des Annales des Tang, 《唐书.艺文志》, on trouve  Shennong bencao, en trois rouleaux “神农本草，三卷”.

### Recomposition deShennong bencao jingsous la dynastie Song
Mais ce n'est finalement que sous la dynastie Song (960-1280), que de nouveaux efforts furent déployés pour recomposer le Shennong bencao jing.
Les auteurs chinois ont l'habitude de reprendre les œuvres de leurs prédécesseurs sans d'ailleurs toujours mentionner leurs sources mais parfois en utilisant une encre de couleur différente pour marquer l'origine ancienne. Les compilations de compilations s'accumulent ainsi au fil des siècles.
La reconstruction de l'œuvre originelle de la pharmacopée chinoise a pu se faire en mettant à contribution des œuvres différentes allant des Tang en passant par les Song jusqu'aux Ming.
C'est ainsi qu'on peut retrouver dans l'œuvre principale du médecin de l'époque Tang, Sun Simiao (581 - 682), des sections entières du Benjing. De même, l'œuvre de Tang Shenwei (c. 1056-1093), Jingshi zhenglei beiji bencao 經史證類備急本草 « Matière médicale prête à l'emploi, vérifiée et catégorisée, [avec citations des] Classiques et de l’histoire » (ou  Zheng lei bencao 证类本草) fut une source précieuse pour la reconstitution-recompilation. Enfin, l'ouvrage du médecin botaniste réputé Li Shizhen, le Bencao gangmu (1593), fut mis a contribution pour faire revivre l'œuvre originelle.

### Compilation de Lufu au XVIIe siècle
La compilation la plus ancienne dont on dispose actuellement est celle de Lufu 卢复 de 1616. Puis viennent celles de Sun Xingyan, 孙星衍, de 1799, et de Gu Guanguang 顾观光, de 1844, qui sont largement diffusées, et celle de Mori Risshi au Japon vers 1850.

### Débats quant à la datation des écrits d'origine
La tradition confucéenne de respect de l'autorité des anciens a poussé les auteurs chinois à s'inscrire dans des lignées les plus longues possibles, fussent-elles mythiques comme l'est celle du Divin Laboureur Shennong qu'ils n'hésitent pas à situer 2700 ou 2800 ans avant notre ère. « Sans fouler de traces, on ne saurait parvenir jusque dans la pièce » dit le Maître (Entretiens de Confucius XI, 19). Les penseurs chinois revendiquent ouvertement une tutelle et fuient tout ce qui pourrait ressembler à l’autonomie de pensée.
En Chine, les médias ou même les ouvrages de pharmacognosie modernes rappellent avec grande constance que la connaissance pharmacologique chinoise remonte à 4000 voire 5000 ans alors qu'en Occident où les travaux considérables sur la botanique et la pharmacopée de Théophraste sont antérieurs de trois bons siècles sur ceux du Shennong bencao jing, aucun spécialiste ne prétend être héritier d'une tradition multimillénaire. Par contre « cette ancienneté mythique de la médecine chinoise, complète dès l'origine, joue encore aujourd'hui un rôle important dans l'appréciation que bon nombre d'acupuncteurs occidentaux ont de leur art, malgré le démenti apporté par les travaux philologiques et archéologiques ».

## Le texte
Le texte originel étant définitivement perdu, on ne dispose actuellement que de reconstructions tardives en désaccord sur de nombreux points. On pense que la version originelle contenait 365 drogues mais beaucoup de versions actuelles en donnent un nombre différent. La classification devait être en trois classes (supérieure, intermédiaire et basse) mais les compilations actuelles proposent quatre classes ou plus : les arbres, les plantes, les animaux, les minéraux, elles-mêmes ensuite subdivisées en catégorie supérieure, intermédiaire et basse. Enfin, l'extension des classes peut varier d'une compilation à l'autre. Ainsi, des minéraux toxiques comme le réalgar (xionghuang 雄黄, sulfure d'arsenic) peut se trouver dans la classe supérieure (compilation de Cao Yuanyu) ou dans la classe intermédiaire (compilation de Gu Guanguang).

### Encyclopédie de matières médicales composée de notices concises
L'ouvrage se présente comme une encyclopédie de matières médicales, arrangées sous forme de liste non ordonnées de notices. La difficulté propre à l'écriture chinoise et jamais vraiment résolue, d'ordonner les listes de noms (pour éviter de devoir parcourir toute la liste pour retrouver une entrée) a amené les éditeurs contemporains du Shennong bencao jing à diviser les drogues en nombreuses classes naturelles (minéraux, arbres etc.) moins longues à parcourir. Cette méthode semble remonter à Tao Hongjing et a été appliquée à toutes les matières médicales (bencao) ultérieures, y compris les recompilations du Shennong bencao jing.

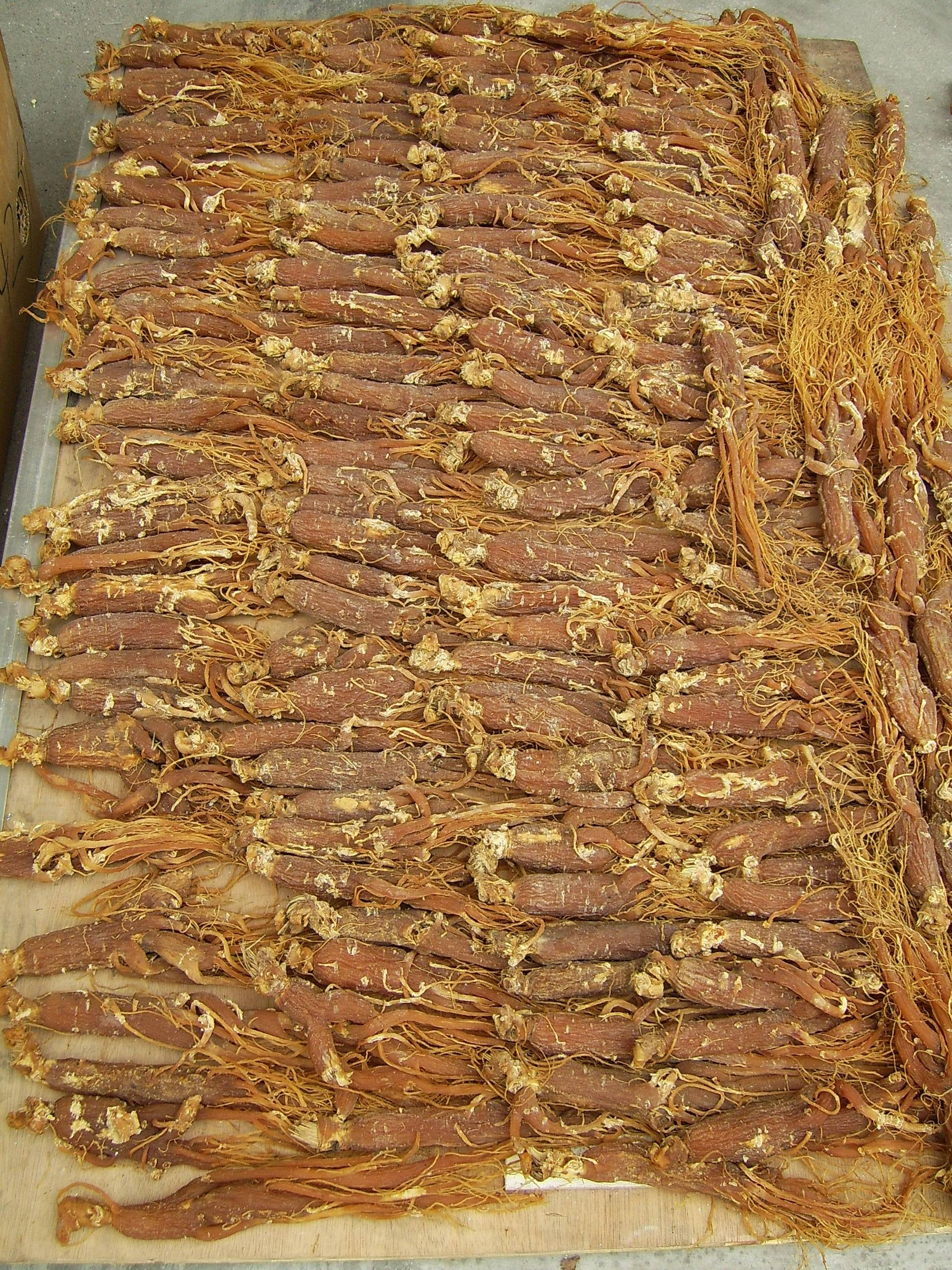
Racines de ginseng

À la différence des pharmacopées gréco-latines de l'Antiquité, aucune description des plantes n'est donnée.
Chaque notice adopte un format standard très concis. La drogue est caractérisée en premier par sa saveur (wei 味) puis sa thermo-influence (qi 气) et son efficacité médicinale (youdu 有毒 toxique, wudu 无毒 non toxique). Cinq saveurs sont distinguées: acide (suan 酸), salé  (xian 鹹/咸), doux (gan 甘), amer (ku 苦), piquant (xin 辛), ainsi que quatre qi [thermo-influences]: froid (han 寒), chaud (re 热), tiède (wen 温), frais (liang 凉), suivis d'une liste d'indications, d'autres appellations et du milieu. Voyons par exemple le ginseng, renshen 人参,:
Saveur: doux, [thermo-influence] légèrement froid.
Il contrôle le remplissage des cinq viscères zang (les dépôts), calme l'esprit shen (essence-esprit), stabilise les âmes hun et po, contrôle les palpitations de frayeur, élimine le qi pathogène (xieqi 邪氣), éclaircit la vue, ouvre le cœur, aiguise l'esprit. Une prise prolongée permet d'alléger le corps, de prolonger la vie. Autres noms : renxian, guigai. Pousse dans les montagnes et les vallées.

### Rôle de la thermo-influence
La nature chaude ou froide de la drogue servait à orienter son usage thérapeutique suivant le principe suivant :
On traite les affections « froides » avec les drogues de nature chaude, les affections « chaudes » avec les drogues de nature froide.
Une drogue est dite de nature chaude (ou froide) suivant la sensation de chaleur (ou de fraicheur) provoquée par son absorption, cette caractéristique naturelle propre est marquée par sa thermo-influence chaud, re 热 (ou froid han 寒).
Une affection « froide » est une affection  due à l’influence du froid dans le corps. Le froid fait partie des Six excès (liuyin 六淫) qui sont le vent, le froid, la canicule, l’humidité, la sécheresse et le feu, qui envahissent le corps à partir de l’extérieur et causent des maladies. Ce sont des facteurs pathogènes externes.
Ces notions sont presque empiriques sans l’être complètement, car jamais n’est indiquée explicitement une méthode d’observation objective, reproductible par tous. Ce sont des indications qualitatives très grossières, relevant certes d’observations sensorielles, qui permettent de déterminer la thermo-influence de la drogue ou le facteur pathogène externe, mais qui ne donnent aucun moyen de valider empiriquement une assertion particulière si plusieurs observateurs ont fait des observations différentes. La médecine et la pharmaceutique chinoises s’appuient sur une démarche naturaliste, d’après laquelle tout ce qui existe – objets et événements – peut être expliqué par des causes ou des principes naturels, en écartant toute forme de transcendance. C'est un principe nécessaire fort mais très insuffisant.
Les termes anatomiques sont ceux de la médecine traditionnelle chinoise dont le noyau conceptuel était en cours de constitution à l'époque de la première compilation du benjing.
La racine de ginseng est classée dans la catégorie des drogues supérieures et fait partie des produits liés à la recherche de l'immortalité. L'« allègement du corps » était un but visé pour atteindre l'état éthéré des Immortels capables de voler et de chevaucher les nuages.

### Trois classes de remèdes, allant de la quête de l'immortalité aux soins thérapeutiques courants
Suivant la préface du Bencao jing, les drogues doivent être classées en trois catégories (ou grades).
1. Les remèdes de catégorie supérieure sont au nombre de 120 ; ce sont (les remèdes) souverains (jun 君); ils servent principalement à nourrir la force vitale (yang ming 养命). Ils sont en correspondance avec le ciel, ne sont pas toxiques (wudu 无毒), et on peut en absorber beaucoup et longtemps sans danger. Si une personne veut avoir le corps léger et accroître son souffle vital, ne pas vieillir et prolonger sa vie.
2. Les remèdes de catégorie intermédiaire sont au nombre de 120 ; ce sont les ministres (chen 臣) ; ils servent principalement à nourrir la nature innée (yang xing 养性). Ils sont en correspondance avec l'homme ; certains sont toxiques, d'autres non (wudu youdu 无毒有毒), il faut délibérer au sujet de leur emploi convenable. Une personne qui veut faire cesser une maladie ou réparer un état de vide et de maigreur.
3. Les remèdes de catégorie inférieure sont au nombre de 125 ; ce sont les assistants (zuoshi 佐使) ; ils servent principalement à traiter les maladies. Ils sont en correspondance avec la terre, sont très toxiques (duodu 多毒), et on ne doit pas les absorber pendant longtemps. Si l'on veut éliminer le froid et le chaud (morbides), les qi mauvais, briser les accumulations, guérir les maladies.
La correspondance entre drogues, administration étatique et cosmos se résume ainsi :
drogue supérieure → souverain → ciel,
drogue intermédiaire → ministre → homme,
drogue inférieure → émissaire → terre. 

Une prescription médicale est donc conçue comme le rassemblement d'une force gouvernementale apte à restaurer l'ordre somatique.

#### Catégorie supérieure
Dans la catégorie supérieure, on trouve des racines, le ginseng, la réglisse de l'Oural ou la silère (Apiacée), la baie du lyciet(Solanacée), des champignons ganodermes, l'écorce du cannelier (la cannelle), des os de dragon longgu 龙骨 (fossiles de mammifères), le gras d'ours et des minéraux comme le cinabre (sulfure de mercure), la fluorine, le mercureou le quartz.

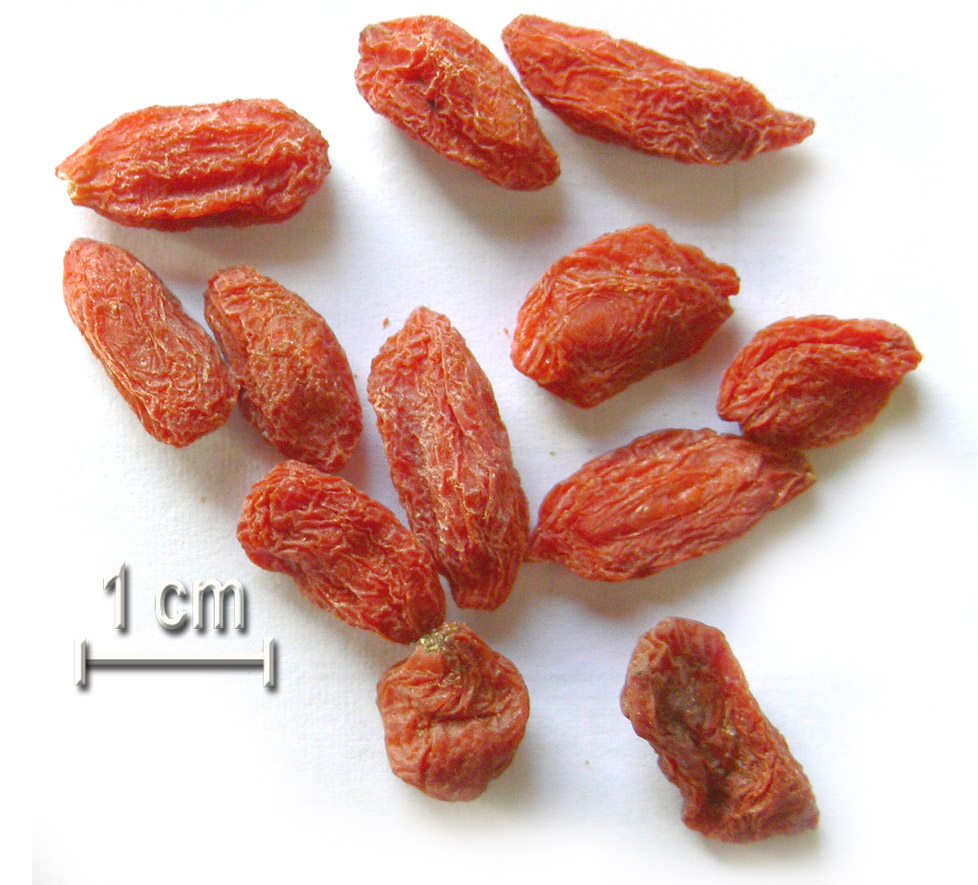
Baies de lyciet

Les drogues de cette catégorie n'étaient pas destinées à soigner une maladie déclarée mais à garder un corps en bonne santé. Elles correspondent assez bien pour certaines d'entre elles, comme l'a fait remarquer Georges Métailié, à la notion moderne d'alicament. Il faut toutefois faire attention qu'au regard de la toxicologie moderne certaines de ces drogues sont assez toxiques. La notion de wudu 无毒, « non toxique », doit donc plutôt être comprise comme « sans grande efficacité thérapeutique ». Comme on le voit clairement sur toutes les notices des minéraux de cette classe (jade, cinabre, mercure... 17 minéraux en tout) qui comportent toutes une indication du genre  不老 bulao « empêche de vieillir », 神仙不死 shenxian busi « permet de devenir immortel », 延年 yannian « prolonge la vie », 轻身 qingshen « allège le corps » (comme celui d'un immortel), la visée était avant tout celle des pratiques alchimiques, cherchant à prolonger la vie, voire à atteindre l'immortalité.
Comme le fait remarquer Frédéric Obringer : « Si les rédacteurs de cette première matière médicale restent inconnus, ils appartiennent très certainement à ce milieu d'alchimistes et de possesseurs de recettes et méthodes plus ou moins magiques, de guérisseurs que l'on a l'habitude de rapprocher des pratiques et des représentations taoïsantes ».
Les préoccupations taoïsantes des auteurs peuvent se déceler dans la hiérarchie des classes qu'ils proposent : si la catégorie supérieure est qualifiée de jun souverain, l'intermédiaire de chen ministres et l'inférieure de zuoshi assistant, c'est bien que les objectifs des auteurs valorisent plus les chercheurs d'immortalité que les médecins et guérisseurs.

#### Catégorie intermédiaire
La catégorie intermédiaire des drogues comportent de nombreux minéraux toxiques comme l'orpiment cihuang (trisulfure d'arsenic), la chalcantite shidan (sulfate de cuivre hydraté) et des plantes comme le gingembre ganjiang, l'éphèdre de Chine mahuang. Cette classe intermédiaire rassemble aussi bien des drogues toxiques ayant une efficacité thérapeutique que des drogues permettant de prolonger la vie. D'après Paul Unschuld 13 % d'entre elles reçoivent un des qualificatifs caractérisant un prolongement de la vie alors que ces qualificatifs étaient appliqués à 83 % des drogues de la catégorie supérieure. Et comme le fait remarquer très justement cet auteur « cette classe est superflue d'un point de vue de systématique médicale car elle contient des drogues qui auraient pu être rangée dans la catégorie supérieure et des drogues qui, en raison de leur efficacité [thérapeutique], pourraient appartenir à la classe inférieure ». L'introduction de cette classe peut se comprendre par le désir d'établir un vaste système de correspondance entre le cosmos et l'homme. Pour refléter l'ordre cosmique, les drogues supérieures, intermédiaires et inférieures doivent être catégorisées comme appartenant au Ciel, à l'Homme et à la Terre, de même que le nombre de drogues (365) doit correspondre au nombre de jours de l'année solaire.

#### Catégorie inférieure
Enfin la catégorie inférieure représentait 125 entrées, correspondant à des matières qui ont une action violente sur les fonctions physiologiques et sont généralement vénéneuses. La rhubarbe, différents aconits et les noyaux de pêches en font partie. Ce sont des poisons qu'il ne faut utiliser qu'à doses très légères et très contrôlées.
Les drogues les plus toxiques étaient réputées pouvoir s'attaquer aux troubles ancrés au plus profond du corps là où les traitements de surface de l'acupuncture ou la moxibustion ne pouvaient pénétrer. Dans la préface de l'ouvrage, il est indiqué que :
on traite...les possessions démoniaques et les empoisonnements gu avec les drogues toxiques.
Les maladies susceptibles d'être « attaquées » par les drogues toxiques avaient un profil étiologique particulier : il s'agissait des affections provoquées par une influence maléfique xie 邪 , des accumulations et autres blocages et nouures, liées à des situations inextricables où tout est entremêlé et où rien ne circule.

### Croyances thérapeutiques associées à la croyance des démons
Traditionnellement, les Chinois pensaient que la vie humaine dépendait de deux âmes: la hun 魂 porteuse de la dimension spirituelle et la po 魄 porteuse de la dimension physique. Au moment de la mort, l’union de la hun et de la po se dissout, la hun retourne dans le ciel, la po retourne dans la terre. La hun devient un esprit, une déité (shen 神), la po descendue dans la terre devient un gui 鬼, un démon. Il est censé ne plus avoir d’existence, comme le corps humain. Les gui égarés dans le monde sont détestés et craint comme des fantômes.
La croyance aux démons est très profondément ancrée dans la culture chinoise. À l'époque pré-impériale, les démons étaient tenus pour responsables des maladies. Bien qu'à l'époque de la rédaction du Shennong bencao jing un système d'interprétation naturaliste des maladies, basé sur les concepts de Yin et yang et des Wuxing (cinq phases) eût commencé à émerger, la croyance au pouvoir pathogène des démons restait vive. Selon Paul Unschuld « Dans environ 15 % des 357 notices de drogues de la version reconstruite par Mori Risshi, il est fait mention de « tuer » ou de « chasser » les démons ou d'éliminer la « possession démoniaque » comme indication thérapeutique ».

#### Corne de rhinocéros

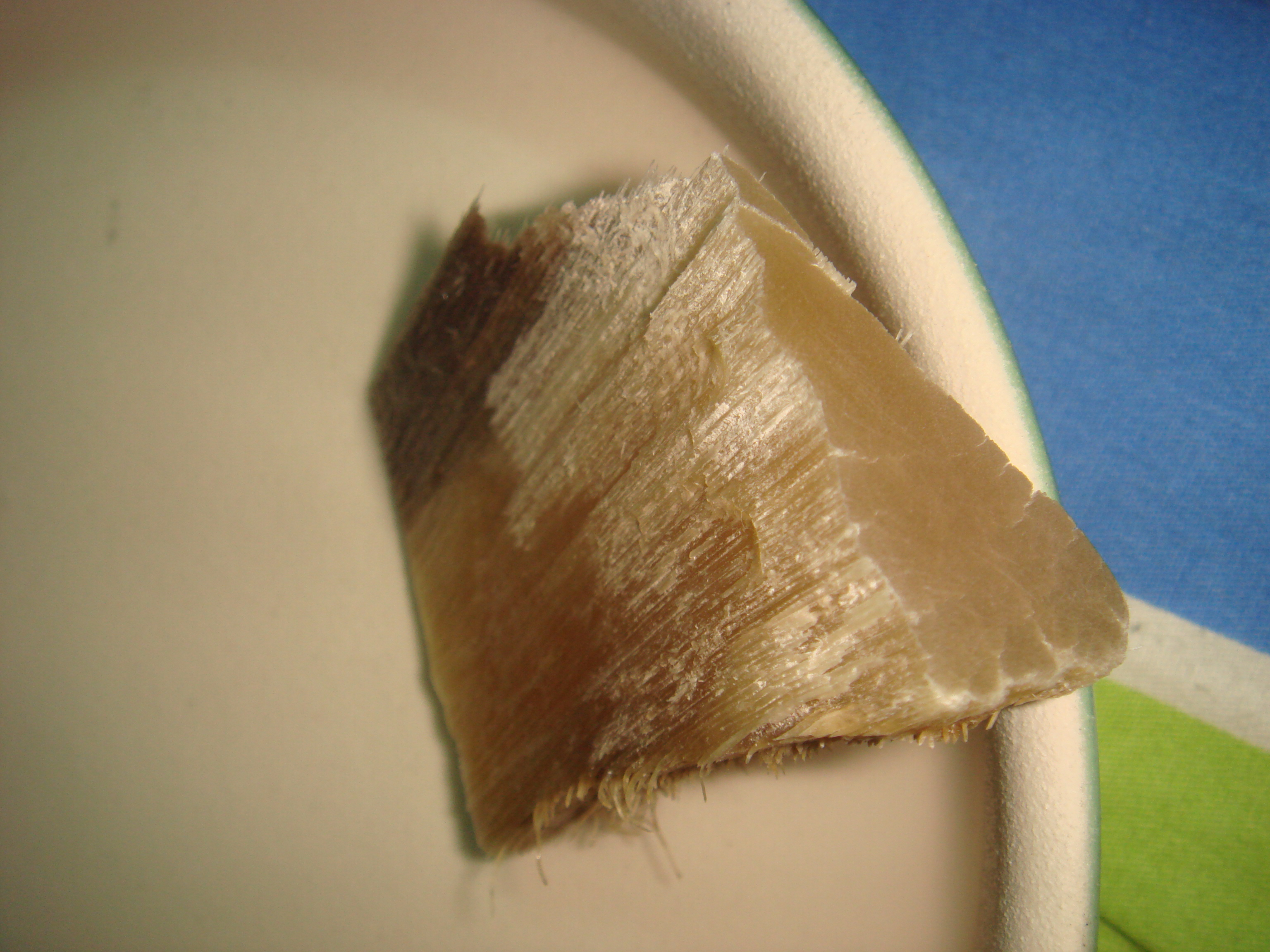
Fragment de corne de rhinocéros

Soit par exemple, la notice sur de la corne de rhinocéros xijiao 犀角
« Saveur amère, froid. Il traite principalement de nombreuses toxines, le poison gu, les démons néfastes [xiegui 邪鬼], l'obstruction du qi. Il détruit les effets de gouwen, des plumes de l'oiseau [légendaire] zhen et du venin de serpent. Il élimine les xie [influences néfastes] et prévient la confusion et les cauchemars. Pris longtemps, il allège le corps. Il vit dans les rivières et vallées. »
Les diverses espèces de rhinocéros qui existaient dans la Chine ancienne avaient disparu à l'époque des Royaumes Combattants (-453, -221). Et comme tout ce qui est rare est précieux, à l'époque de la rédaction du Benjing la corne de rhinocéros avait acquis la réputation de pouvoir chasser les démons. À cette aura magique s'ajoutait son renom de médicament froid permettant de lutter contre les maladies chaudes (donc d'antipyrétique) et les poisons (donc d'antidote).

#### Fleur de pêcher

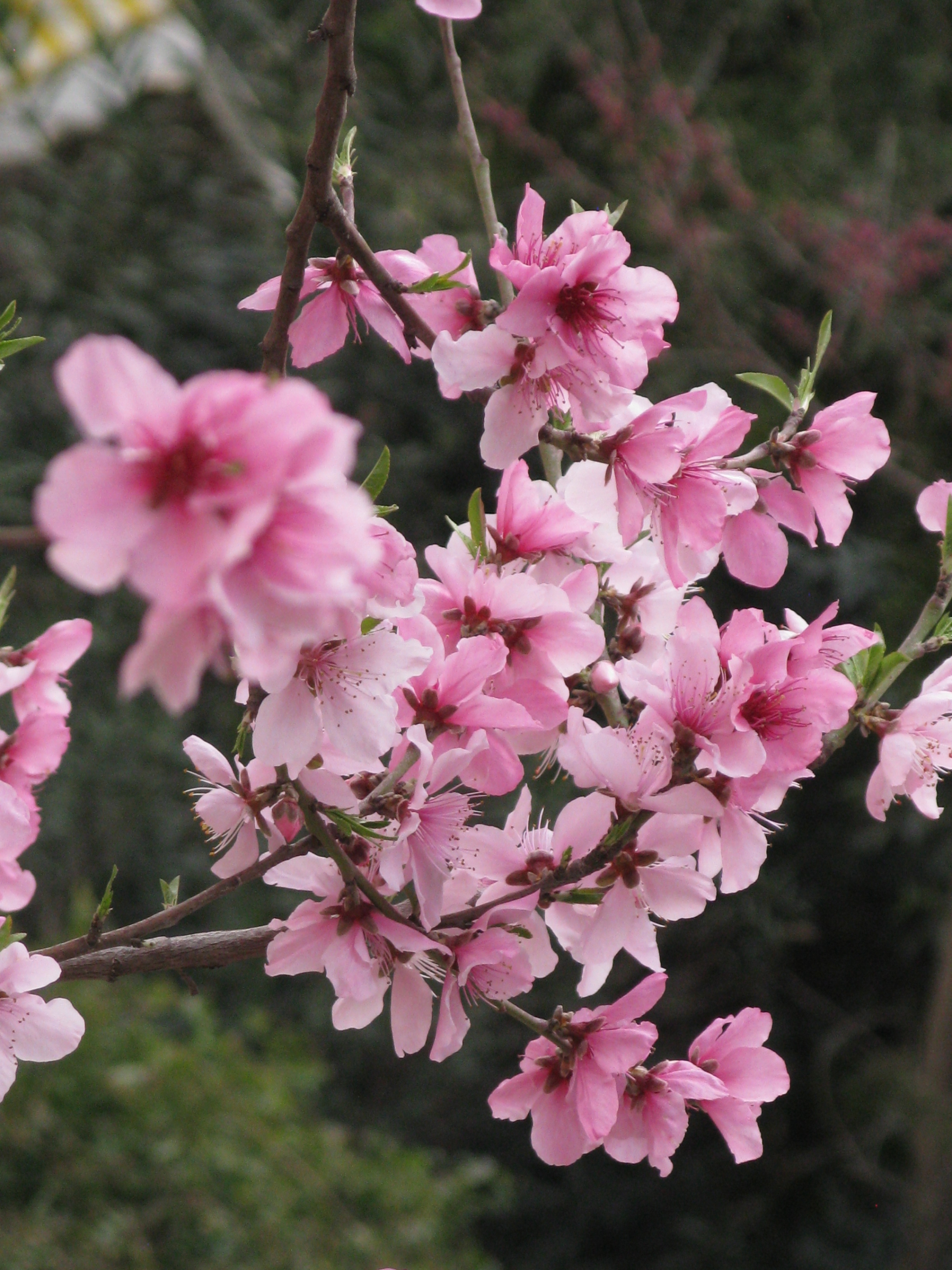
Fleurs de pêcher

Autre exemple, la fleur de pêcher, táohuā 桃花, de la catégorie inférieure, pour laquelle le Benjing indique 桃花︰殺注惡鬼，令人好顏色
« Tue les démons malveillants qui nous possèdent. Permet d’avoir un beau teint ».
Cette indication à première vue surprenante, l’est moins si l’on sait que les arcs pour tirer des flèches étaient fabriqués avec du bois de pêcher dans l’ancienne Chine. On peut supposer que ce qui à l’extérieur permettait de tuer un ennemi devait être aussi obtenu par la drogue de fleur de pêcher qui devait être capable de tuer un démon à l’intérieur du corps. C’est ce genre d’explication des effets d’une matière médicale, que Paul Unschuld appelle la pharmacologie démonologique.

### Controverses quant à l'usage de ces traditions
Alors que le développement des connaissances scientifiques en Europe s'est fait contre la physique d'Aristote pour la physique moderne ou contre la théorie des humeurs de Galien pour la médecine, la Chine n'a pas rompu avec ses anciens systèmes conceptuels préscientifiques de l'Antiquité. Les efforts du régime communiste pour faire rentrer la Chine dans la modernité se sont faits en préservant la médecine traditionnelle chinoise et le vieux fond culturel de l'Antiquité. Mais ce conservatisme a pour résultat de gêner les réformes méthodologiques nécessaires pour trier le bon grain de l’ivraie. Les historiens des sciences peuvent dire le plus grand bien des classiques de matière médicale sans que les pharmacologues soient engagés à faire de même. En outre, ce fait culturel est certainement à l'origine de la menace d'extinction qui pèse actuellement sur plusieurs espèces animales entrant dans la pharmacopée traditionnelle chinoise.

## Apothicaires et médecins

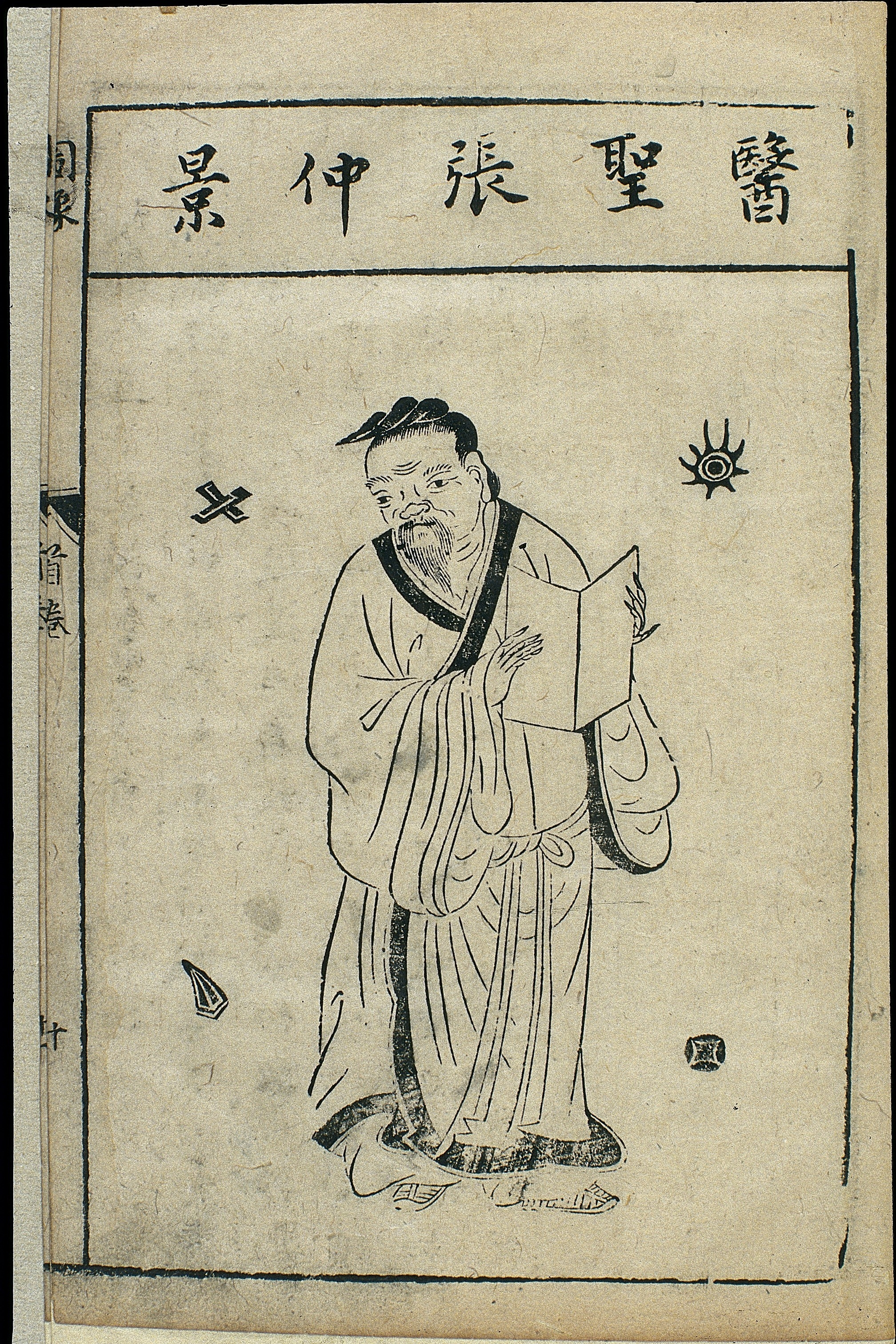
Zhang Zhongjing

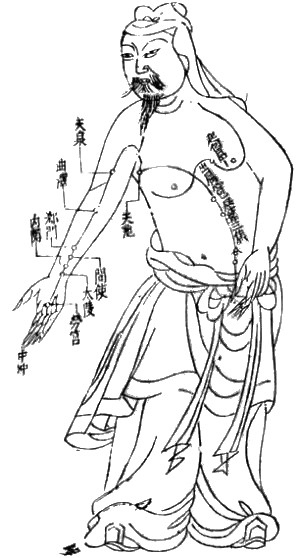
Carte des points d’acuponcture datant de la dynastie Ming

C'est durant les quelques siècles qui précèdent notre ère que se constituent les deux corps doctrinaux bien distincts des apothicaires et des médecins, codifiés respectivement dans le Classique de la matière médicale (Shennong bencao jing) et le Classique interne de l'empereur Jaune (Huangdi Nei Jing).
Mais durant le premier millénaire, la connaissance de l'activité des drogues naturelles resta indépendante de la représentation naturaliste du fonctionnement de l'organisme élaborée par la médecine. Malgré la tentative de rapprochements de Zhang Zhongjing (ca. 200), ces deux systèmes discursifs resteront autonomes jusqu'au Song (XIIe et XIIIe siècles) où pour la première fois la matière médicale fut intégrée avec succès à l'art de soigner médical,. Traditionnellement, les patients se rendaient directement chez l'apothicaire sans avoir vu de médecin. Ou bien, l'officine employait un médecin qui délivrait des prescriptions sur place.
Pour expliquer l'action des drogues, le Bencao jing ne recourt pas à des causes naturelles pouvant être rattachées à de grands principes généraux régissant intrinsèquement la nature et l'organisme. D'abord parce qu'une partie des drogues ne visent pas à guérir des maladies mais sont des recettes plus ou moins magiques d'alchimistes taoïsants cherchant à prolonger la vie. Et qu'ensuite, les autres drogues à visée thérapeutique cherchent à « attaquer » en profondeur les affections provoquées par une influence maléfique xie 邪, des démons ou des blocages du qi. Suivant Li Jianmin, on trouve une cinquantaine de matières médicales dans le Bencao jing reliées à la chasse aux démons.
Dès l'époque des Royaumes combattants (-480, -221), les philosophes ébauchent les notions de souffle qi, de yin et yang et des Cinq Phases (wuxing). Les médecins empruntèrent ces notions pour construire un système rationnel de principes abstraits et de correspondances systématiques qui permit d'élaborer des explications naturalistes sur l'origine des maladies, sans recourir aux forces surnaturelles. Pour le Huangdi nei jing, le corps est parcouru par un réseau de conduits (les méridiens) qui distribuent des fluides vitaux (qi et sang) dans les différentes parties de l'organisme. Et l'univers aussi est comme le corps, parcouru par le qi. Le texte développe de nombreuses correspondances entre le fonctionnement du corps et celui de l'univers ou de l'état. Ce que nous pouvons comprendre actuellement comme des liaisons ayant une valeur symbolique ou métaphorique, indiquait pour les anciens Chinois une identité de nature : l'état était vu comme un petit cosmos. Les microcosmes politique et somatique résonnent en harmonie avec le macrocosme, car tous sont animés par un qi universel.
Le Nei jing décrit de nombreuses maladies qui sont chacune caractérisées par un ensemble de symptômes régulièrement observés. Elles sont ramenées à des perturbations du système de transport du qi dans l'organisme ou à des déplétions (anémie par exemple) ou réplétions des organes et viscères (zhang fu). Elles proviennent de l'incapacité de l'homme à adapter son comportement à l'environnement. La méthode pour se protéger des influences néfastes est basée sur la connaissance des correspondances entre les structures de l'organisme et les phénomènes macroscopiques. La théorie des Cinq Phases établit un très riche réseau de correspondances entre par exemple les phases (bois, feu, terre, métal, eau), les organes (resp. foie, cœur, rate, poumons, reins) et les influences néfastes de l'extérieur pouvant pénétrer dans chaque organe (resp. vent, chaleur, excès de table, froid, humidité). La technique de base pour soigner les malades consiste à rétablir une circulation équilibrée du qi dans l'organisme en piquant superficiellement le corps avec des aiguilles en des points appropriés, pour agir sur la circulation du qi. La thérapeutique dominante du Nei jing est l'acupuncture. Le texte ne mentionne que très peu de substances médicinales. Pendant un millénaire encore, l'art de guérir par les plantes ou les drogues minérales restera hors du champ de la médecine des correspondances systématiques. Ce n'est qu'à partir du XIe – XIIe siècle, que la pharmacologie sera intégrée à cette médecine des correspondances systématiques. Et au XVIe siècle, que Li Shizhen utilisera dans sa pharmacopée, Bencao gangmu, les principes de base du Huangdi Nei Jing pour expliquer les propriétés thérapeutiques des drogues.